# Epeus indicus
Epeus indicus là một loài nhện trong họ Salticidae. Loài này được phát hiện ở Ấn Độ và Nepal.